# هزینه نهایی

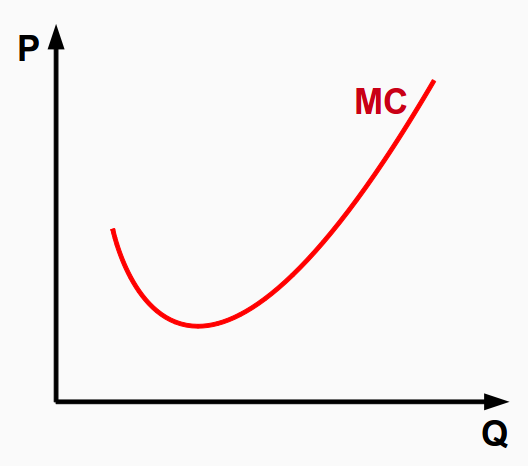
نموداری از هزینه نهایی

در اقتصاد هزینه نهایی (به انگلیسی:marginal cost) به میزان تغییرات هزینهٔ کل بر اثر افزایش تولید به اندازهٔ یک واحد گفته می‌شود. اگر بخواهیم به صورت دیفرانسیلی بیان کنیم، هزینهٔ نهایی برابر است با میزان تغییرات هزینهٔ کل بر اثر تغییر یک واحدی خروجی.

## تعریف هزینه نهایی
هزینه نهایی(MC) عبارت است از تغییر در هزینه کل در ازای تغییر یک واحد اضافی تولید در هر واحد زمان.
در این هزینه، فقط هزینه‌های متغیّر دخالت دارند؛ به‌عنوان مثال، تولید یا عدم تولید یک واحد اضافی محصول، تغییری در هزینه‌های ثابت ندارد. یعنی به ازای یک واحد  تغییر در تولید هزینه ثابت تغییری نمی‌کند. اما برای تولید یک واحد اضافی کالا، باید مواد اولیه اضافی داشته باشیم؛ که این خود، موجب بالا رفتن هزینه متغیر می‌شود.

## تابع هزینه نهایی
بر اساس آنچه در بالا توضیح داده شد رابطه ریاضی هزینه نهایی به شکل زیر خواهد بود:
اگر تغییرات تولید نسبتاً زیاد باشد، در این صورت مقدار تقریبی هزینه نهایی برابر است با:

## منحنی هزینه نهایی
مکان هندسی شیب کلیه خطوطی است که در هر نقطه از منحنی هزینه کل (TC) (یا هزینه متغیّر (TVC)) بر منحنی TC (یاTVC) مماس می‌گردند. این منحنی نیز اصولاً U شکل است یعنی منحنی هزینه نهایی ابتدا کاهش یافته و بعد به حداقل خود می‌رسد، آنگاه شروع به افزایش می‌نماید. سطح تولیدی که هزینه نهایی کمترین مقدار خود را دارد، نقطه عطف منحنی هزینه کل می‌باشد و شیب منحنی هزینه کل در این نقطه حداقل است.

## رابطه هزینه نهایی (MC) و تولید نهایی نیروی کار (MPL)
هزینه تولید به هزینه نیروی کار، این نیروی کار یک بهروزی نهایی دارد می‌خواهید ببینید آخرین نفری که استخدام کردید چقدر برایش هزینه کردید یعنی W) MC هزینه آخرین محصول ماست یعنی آخرین میزی که ساخته شده چقدر برای ما هزینه داشته. MC در حقیقت هزینه آخرین واحد محصول است به عبارت دیگر می‌خواهیم بگوییم آخرین کالایی که تولید شده‌است چه هزینه‌ای داشته‌است می‌دانیم که این کالا آخرین واحد محصول مربوط به آخرین نفری است که استخدام کردیم بهروزی نهایی آخرین نفر استخدامی (MPL) مقدار تولیدی است که این فرد تولید کرده‌است کل هزینه‌ای که بابت این فرد پرداخت شده‌است. دستمزد او   می‌باشد اگر این فرد به اندازه (MPL) محصول تولید کرده باشد و مابازای او W را پرداخته باشیم هزینه نهایی تولید یعنی هزینه آخرین کالای تولید شده برابر است با.
با فرض آنکه تنها نهاده تولیدی نیروی کار (L) بوده و ارزش هر واحد نهاده (L) یعنی دستمزد برابر با (W) باشد تولید نهایی برابر خواهد بود با
{\displaystyle {\frac {\Delta Q}{\Delta L}}} در این صورت خواهیم داشت
{\displaystyle MC={\frac {\Delta VC}{\Delta Q}}}
{\displaystyle \Delta VC={w\Delta L}}
{\displaystyle MC={\frac {w\Delta L}{\Delta Q}}}
رابطه هزینه نهایی (MC)وتولید نهایی نیروی کار(MPL)برابر خواهد بود با
{\displaystyle MC={\frac {w}{MPL}}}

## مقیاس اقتصادی
مقیاس اقتصادی در بلند مدت اتفاق می‌افتد. بلند مدت بازه زمانی است که هزینه ثابت نداریم و تمام هزینه‌ها متغیر هستندو تولید ممکن است تحت تأثیر مقیاس اقتصادی یا مقیاس غیر اقتصادی قرار بگیرد. مقیاس اقتصادی زمانی خواهیم داشت که هزینه نهایی بلند مدت کمتر از هزینه متوسط بلند مدت باشد بنابر هزینه متوسط نزولی خواهد بود و  برعکس زمانی که هزینه نهایی بیشتر از هزینه متوسط بلند مدت باشد مقیاس غیر اقتصادی داریم و هزینه متوسط بلند مدت صعودی خواهد بود.

## منحنی عرضه دربازار
آن بخش از هزینه نهایی کوتاه مدت (SMC) که بالاتر از هزینه متغیر کوتاه مدت  (AVC) است یا آن قسمت از هزینه نهایی بلند مدت (LMC) که بالاتر از هزینه کل بلند مدت (LAC) است منحنی عرضه بازار خواهد بود. بنابراین در بازار رقابتی شرکت‌ها سطح تولید خود را براساس منحنی هزینه نهایی و خط قیمت تعیین می‌کنند. و اگر هزینه نهایی بالاتر از قیمت باشد شرکت تولید نمی‌کند چون برایش سودآور نیست. بنابراین تولید در جایی اتفاق می‌افتد که هزینه نهایی برابر با قیمت باشد.
اما اگر ساختار بازار انحصاری باشد انحصار گردارای منحنی عرضه نخواهد بوددر واقع آنچه منحنی عرضه نشان می‌دهد این است که در مقابل هر سطح از قیمت یک مقدار از تولید وجود دارد که سود را به حداکثر می‌رساند. انحصار گر در جایی تولید می‌کند که هزینه نهایی برابر با درآمد نهایی شود.